# ميكي مونيوث
ميكي مونيوث (بالإسبانية: Miguel Muñoz Mora) هو لاعب كرة قدم إسباني في مركز الوسط، ولد في 13 أبريل 1995 في جرندة في إسبانيا.

## وصلات خارجية
- ميكي مونيوث على موقع قاعدة بيانات كرة القدم.إي يو (الإنجليزية)
- ميكي مونيوث على موقع Soccerway.com (الإنجليزية)
- ميكي مونيوث على موقع عالم كرة القدم.نت (الإنجليزية)